# Blame (Bastille)
Blame è un singolo del gruppo musicale britannico Bastille, il terzo estratto dal secondo album in studio Wild World e pubblicato il 6 gennaio 2017.

## Video musicale
Il videoclip, diretto da Elliott Sellers, è stato pubblicato il 15 dicembre 2016 attraverso il canale YouTube del gruppo.

## Tracce
Download digitale – Remixes
1. Blame (Claptone Remix) – 3:34
2. Blame (Dave Winnel Remix) – 3:54
3. Blame (Bearcubs Remix) – 4:16
4. Blame (Vaults Remix) – 3:32

Download digitale – Bunker Sessions
1. Blame (Bunker Sessions) – 3:02

7" (Regno Unito)
- Lato A

1. Blame – 2:55

- Lato B

1. Blame (Bunker Sessions) – 3:02